# منیزیم مالات
منیزیم مالات (به انگلیسی: Magnesium malate) یک ترکیب شیمیایی با شناسه پاب‌کم ۱۶۴۷۴۸ است. 